# Erythrolamprus lamonae
Erythrolamprus lamonae — вид змій родини полозових (Colubridae). Мешкає в Колумбії і Еквадорі.

## Поширення і екологія
Erythrolamprus lamonae мешкають в Колумбії і Еквадорі. Вони живуть у вологих тропічних лісах Анд, на висоті від 1500 до 2600 м над рівнем моря.